# Qiu Miaojin

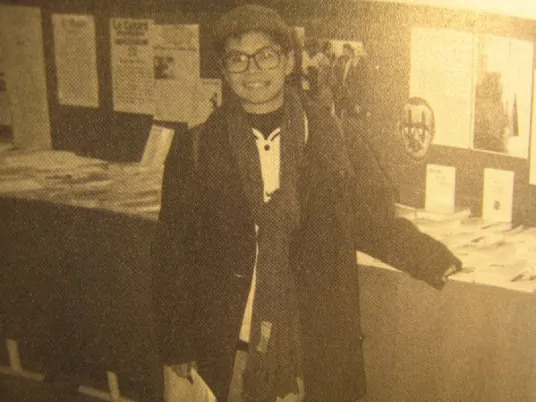
Qiu M. Jin

Qiu Miaojin (邱妙津; * 29. Mai 1969 in Landkreis Changhua; † 25. Juni 1995 in Paris) war eine taiwanische Schriftstellerin. Sie gilt aufgrund ihrer Romane Aufzeichnungen eines Krokodils und Letzte Worte vom Montmartre bis heute als Ikone der queeren Literatur.

## Leben
Ihre entschlossene Haltung zur weiblichen Homosexualität hatte großen Einfluss auf dieses Literaturgenre in Taiwan. Sie besuchte zunächst die Premier High School für Mädchen in Taipei und studierte dann Psychologie an der National Taiwan University. Sie arbeitete als Beraterin und dann als Journalistin für die Wochenzeitschrift Der Journalist. Im Jahr 1994 zog sie nach Paris und begann ein Studium in klinischer Psychologie und Feminismus an der Universität Paris VIII. Ihr Aufenthalt in Paris dauerte ein Jahr. Sie starb vermutlich durch Suizid, angeblich hat sie sich mit einem Küchenmesser erstochen. Qiu erlangte erst nach ihrem Tod im Alter von 26 Jahren breite Bekanntheit. Ihr Tod erschütterte die queere Gemeinschaft in ihrer Heimat zutiefst und etablierte sie als eine queere Ikone.

## Wirken
Qiu Miaojins Debütroman Aufzeichnungen eines Krokodils (1994), den sie im Alter von 23 Jahren schrieb, erforscht in autobiografischem Stil das Anderssein und lesbische Beziehungen. Der Name ihrer Protagonistin Lazi ist im Chinesischen ein Synonym für „Lesbe“ geworden und in der LGBTQ*-Community nach wie vor ein fester Begriff. Qiu beleuchtet im Roman auch die gesellschaftlichen Reaktionen auf Queerness und die Schuldgefühle ihrer lesbischen Hauptfigur.
Im Jahr 2023 erschien Qius letzter Roman Letzte Worte vom Montmartre, ebenfalls ein anerkanntes Werk der queeren Literatur, auf Deutsch. Der Roman ist in 20 Briefe gegliedert, die in beliebiger Reihenfolge gelesen werden können, und handelt von der Ich-Erzählerin Zoë, die an ihre verlorene Liebe Xu schreibt, um sie um einen Neuanfang zu bitten und ihre Beziehung zu analysieren. Qiu vermischt geschickt Fiktion, autobiografisches Schreiben, Briefroman, Tagebuch und Autobiografie. Insbesondere die emotionale Tiefe der Abschiedsbriefe machen den Text zu einem zeitlosen Werk.
Qius anhaltende Verehrung in der queeren Szene ist auf ihre offene Darstellung von Geschlecht, Sexualität und queerer Existenz zurückzuführen. Als Vorreiterin in der chinesischsprachigen Literatur schildert sie sexuelles Begehren, Geschlechtsorgane und körperliche Leidenschaft zwischen Frauen unverblümt und eindringlich. Ihre wachsende weltweite Bedeutung wurde durch Übersetzungen ihrer Werke weiter gesteigert.

## Auszeichnungen
Für ihr bekanntestes Werk  Aufzeichnungen eines Krokodils erhielt sie im Jahr 1995 den Literaturpreis der China Times.

## Werke (Auswahl)
- Aufzeichnungen eines Krokodils (鱷魚手記 Èyú shǒujì, 1994). Aus dem Chinesischen von Martina Hasse, erschienen im Ulrike Helmer Verlag, 2019, ISBN 978-3-89741-441-9
- Der Selbstmordbrief aus Montmartre (蒙馬特遺書 Méngmǎtè yíshū, 1996)
- Journal 1989–1995, Tagebücher zwei Bände, (邱妙津日記 Qīu Miàojīn rìjì, 2007)
- Beitrag Platonic Hair (1991) in Angelwings: Contemporary Queer Fiction from Taiwan, University of Hawaii Press, Honolulu 2003, ISBN 0-8248-2652-3
- Letzte Worte vom Montmartre. Aus dem Chinesischen von Martina Hasse. Matthes & Seitz, Berlin 2023, ISBN 3-7518-0919-8, 237 Seiten.